# Théus
Théus település Franciaországban, Hautes-Alpes megyében. Lakosainak száma 230 fő (2022. január 1.). Théus Avançon, Espinasses, Remollon, Rochebrune és Saint-Étienne-le-Laus községekkel határos.

## Népesség
A település népessége az elmúlt években az alábbi módon változott:
| Lakosok száma | 144  | 137  | 140  | 174  | 206  | 202  | 200  | 214  | 221  | 230  |
|               | 1968 | 1982 | 1990 | 2006 | 2013 | 2015 | 2017 | 2019 | 2020 | 2022 |